# ريبيكا غولدشتاين
ريبيكا غولدشتاين (بالإنجليزية: Rebecca Goldstein)‏‏ (23 فبراير 1950 في وايت بلينس، نيويورك - )؛ مؤلفة، وفيلسوفة، وكاتِبة، وكاتبة سير، وروائية، وباحثة في تاريخ العصور الكلاسيكية من الولايات المتحدة.

## بداية حياتها وتعليمها
ولدت ريبيكا في مدينة وايت بلينس ونشأت فيها، ثم تلقت تعليمها الجامعي في كلية مدينة نيويورك، وجامعة كاليفورنيا، وكلية بيرنارد حيث تخرجت بلقب طالبة متفوقة في عام 1972. وقد نشأت في عائلة يهودية أرثوذكسية. ولديها أخ أكبر، وهو حاخام أرثوذكسي؛ وسارة ستيرن، أختها الصغرى. أما مياندا بارنهولتز، أختها الكبرى، فقد ماتت عام 2001.

## حياتها العملية
درست ريبيكا إلى جانب زميلها توماس ناجل في جامعة برينستون، وكتبت أطروحتها بعنوان «الاختزال، والواقعية، والعقل»، ومن ثم حصلت على درجة الدكتوراه، وعادت إلى جامعة بيرنارد لتعمل كأستاذة في الفلسفة. وهناك نشرت أول رواياتها عام 1983 بعنوان «The Mind-Body Problem» (صراع العقل والجسد) وهي عبارة عن حكاية هزلية-جدية عن الخلاف بين العاطفة والعقل، وعن طبيعة عباقرة الرياضة، والصعوبات التي تواجهها النساء المثقفات، والتقاليد والهوية اليهودية. وقالت جولدشتاين أنها كتبت ذلك الكتاب «لإضفاء تفاصيل الحياة الواقعية الحميمة على معاناة المثقفين. أو بعبارة أخرى، أردت كتابة رواية من وحي الفلسفة.»
أما روايتها الثانية، «The Late-Summer Passion of a Woman of Mind (1989)»، فهي تحمل نبرة متشائمة نسبيًا. أما روايتها الثالثة - «The Dark Sister (1993)» - فهي تنحرف عن الموضوع بعض الشئ: فهي عبارة عن حكاية خيالية لفترة ما بعد الحداثة عن العائلة والمشاكل المهنية في حياة الفيلسوف ويليام جيمس. ثم أتبعتها بسلسلة من القصص القصيرة تحت عنوان «Strange Attractors (1993)»، والتي فازت بجائزة الكتاب القومي اليهودي، وحازت على لقب أبرز كتب العام من جريدة نيويورك تايمز.[13] ومن ثم استعانت جولدشتاين ببعض الشخصيات الخيالية في أحد قصصها القديمة حتى يتقمصن الشخصيات الرئيسية في روايتها التالية «Mazel (1995) » [14] والتي فازت بجائزة الكتاب القومي اليهودي، وجائزة إدوارد لويس والأنت لعام 1995.
وفي عام 1996 حازت جولدشتاين على زمالة ماكآرثر، وتبع ذلك صدور رواية «Properties of Light» (خصائص الضوء) عام 2000، وهي قصة أشباح تتحدث عن الحب والخيانة، والفيزياء الكمية. أما أحدث رواياتها، «36 Argument for the Existence of God: A Work of Fiction (2010)» (36 حجة تدعم فكرة وجود إله)، فهي تناقش الجدال القائم حول الدين والمنطق عن طريق حكاية عالم نفس الذي كتب أكثر الكتب مبيعًا عن فكرة الإلحاد، بينما تتخلل حياته عدة مظاهر دينية بطابع علماني مثل العيسوية (بالإنجليزية: Messianism، وهو الاعتقاد بمجئ المسيح المخلص)، والاعتقاد بوجود ذكاء إلهي، والسعى وراء الخلود. ويحتوي الكتاب على ملحق مطول منسوب إلى بطل القصة، ويحتوي بدوره على شرح مفصل لـ36 حجة تدعم وجود إله إلى جانب الحجة المضادة لكل واحدة منهن. وقد اختارتها الإذاعة الوطنية العامة (NPR) كواحدة من بين «أفضل 5 كتب لعام 2010» وكذلك التحقت الرواية بقائمة أفضل كتب خيالية لعام 2010 من صحيفة Christian Science Monitor (أو مرصد العلوم المسيحية).
وفي عام 2014 نشرت كتاب «Plato at the Googleplex: Why Philosophy Won't Go Away» الذي يستكشف الجذور التاريخية والأهمية المعاصرة للفلسفة. ويتنقل الكتاب بين مواضيع مختلفة: فالفصول الأولى تناقش مسألة الحياة والوجود، ثم تنتقل إلى أفكار الفيلسوف أفلاطون في سياق اليونان القديمة والعصر الحديث، وكيف كان الحال لو عاش أفلاطون في القرن الواحد والعشرين، ثم يشرع الكتاب في توضيح أهمية الفلسفة عن طريق عدة مناقشات مع شخصيات معاصرة مختلفة، مثل مهندس برمجيات في جوجل، ومقدم برامج حوارية ينتمي إلى التيار المحافظ، وعالم أعصاب وجداني، وغيرهم.
وبخلاف جامعة بيرنارد، فقد قامت جولدشتاين بالتدريس في جامعة كولومبيا وروتجرز وكلية ترينيتي في هارتفورد، كونيتيكت. ومنذ عام 2014، كانت جولدشتاين أستاذة زائرة في الجامعة الحديثة للعلوم الإنسانية في لندن. وفي عام 2016 عُينت أستاذة زائرة في قسم اللغة الإنجليزية في جامعة نيويورك. وقد حازت على زمالات زيارة في معهد رادكليف، وجامعة برانديز، ومعهد سانتا فيه، وجامعة ييل، وكلية دارتموث. وفي عام 2011، ألقت جولدشتاين محاضرة عن الإنسانيات في جامعة ييل بعنوان « The Ancient Quarrel: Philosophy and Literature » (الخصام السحيق: عن الفلسفة والأدب). وهي عضوة في مجلس القيم التابع لمنتدى الاقتصاد العالمي وهي أيضًا عضوة في اللجنة الاستشارية للاتحاد العلماني الأمريكي (Secular Coalition for America).
ولم تقتصر أعمال جولدشتاين على كتبها فحسب، بل تضمنتها كذلك عدد من الكتب المحررة، وعدة صحف كبرى مثل: نيويورك تايمز، وهافينجتون بوست، ووال ستريت جورنال وغيرها من الصحف الكبرى.

## الجوائز
- زمالة غوغنهايم
- زمالة ماك آرثر[17]
- جائزة ريتشارد دوكينز}}[18]
- جائزة إنساني السنة
- الوسام الوطني للعلوم الإنسانية  [لغات أخرى]‏[19]
- زميل الأكاديمية الأمريكية للفنون والعلوم